# Warm Smiles Do Not Make You Welcome Here
Warm Smiles Do Not Make You Welcome Here è un singolo del gruppo musicale britannico Enter Shikari, il quarto e ultimo estratto dal loro terzo album in studio A Flash Flood of Colour, pubblicato il 29 giugno 2012.

## Descrizione
Parlando del brano, il cantante della band Rou Reynolds ha detto: 
Il titolo Warm Smiles Do Not Make You Welcome Here è tratto da un altro brano che la band suonava durante i suoi primi concerti ma che non è mai stato registrato. Il nome dell'album di provenienza del singolo (A Flash Flood of Colour), invece, è tratto proprio da una frase contenuta nel testo di quest'ultimo.
Il singolo è stato pubblicato il 29 giugno 2012 come EP digitale con il brano originale e quattro remix e il 2 luglio 2012 in formato vinile, reso disponibile in sole 1 000 copie (500 rosse e 500 blu).

## Video musicale
Nel video ufficiale, pubblicato il 2 luglio 2012, vengono alternate scene in cui gli Enter Shikari suonano il brano in un magazzino ad altre dove un ricco proprietario osserva soddisfatto il lavoro svolto in una sua fabbrica dove vengono prodotti cloni dei componenti della band. Successivamente il gruppo si trova a fronteggiare una delle loro versioni clonate, con cui iniziano a suonare. Le versioni clonate sono inespressive e rigidi, mentre i veri Enter Shikari continuano a interpretare il brano energeticamente. I cloni vengono quindi sovrastati dalle loro controparti reali ed esplodono, così che la band possa fuggire dal magazzino. Rapiscono quindi il proprietario della compagnia di clonazione, per poi portarlo davanti alla sua fabbrica e farla esplodere davanti ai suoi occhi stupefatti. Il video è stato diretto da Raul Gonzo e prodotto da Robby Starbuck.

## Tracce
Testi di Rou Reynolds, musiche degli Enter Shikari.
Vinile rosso 12"
1. Warm Smiles Do Not Make You Welcome Here (Mosquito Mix) – 4:49
2. Sssnakepit (Hamilton Remix) – 4:51

Vinile blu 7"
1. Warm Smiles Do Not Make You Welcome Here (Tek One Mix) – 3:44
2. Warm Smiles Do Not Make You Welcome Here (Tyler Mae Mix) – 6:46

CD, download digitale
1. Warm Smiles Do Not Make You Welcome Here – 4:38
2. Warm Smiles Do Not Make You Welcome Here (Mosquito Mix) – 4:49
3. Warm Smiles Do Not Make You Welcome Here (Tek One Mix) – 3:44
4. Warm Smiles Do Not Make You Welcome Here (Azura Dub) – 4:01
5. Warm Smiles Do Not Make You Welcome Here (Tyler Mae Mix) – 6:46

## Formazione
- Rou Reynolds – voce, tastiera, sintetizzatore, programmazione
- Rory Clewlow – chitarra, cori
- Chris Batten – basso, voce secondaria
- Rob Rolfe – batteria, percussioni, cori

## Classifiche
| Classifica (2012)          | Posizione massima |
| -------------------------- | ----------------- |
| Regno Unito (physical)     | 4                 |
| Regno Unito (rock & metal) | 17                |